# Ryō Takahashi
Ryō Takahashi (高橋 諒?, Takahashi Ryō; Gunma, 16 luglio 1993) è un calciatore giapponese, difensore del Fagiano Okayama.

## Palmarès

### Club

#### Competizioni nazionali
- J2 League: 1

Shonan Bellmare: 2017
- Coppa J. League: 1

Shonan Bellmare: 2018

### Nazionale
- Universiadi:   1

Gwangju 2015